# Jacques Goddet

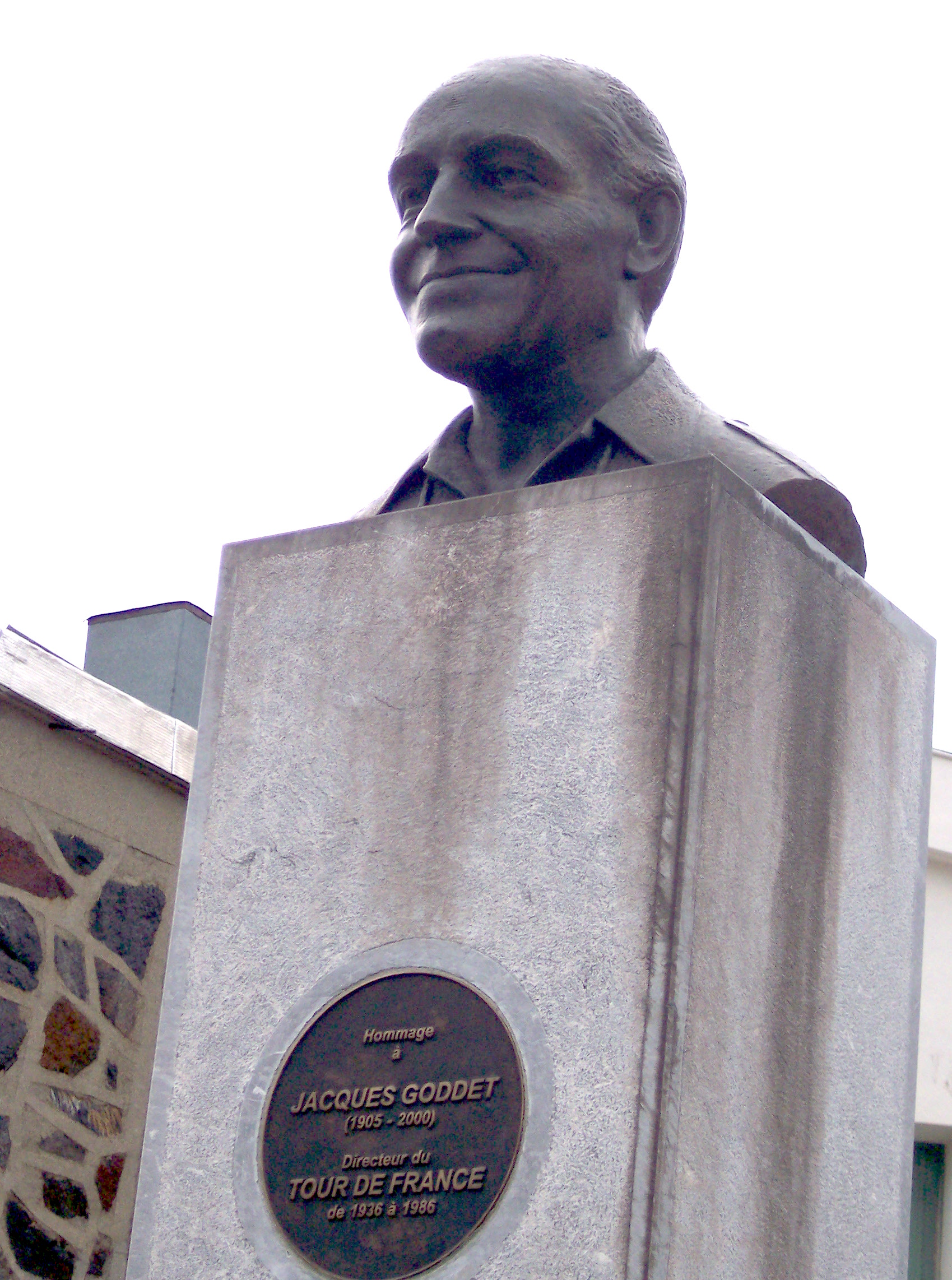
Jacques Goddet (Tourmalet)

Jacques Goddet (Parijs, 21 juni 1905 – aldaar, 15 december 2000) was een Frans journalist en sportorganisator die bekend werd als directeur van de Ronde van Frankrijk. 

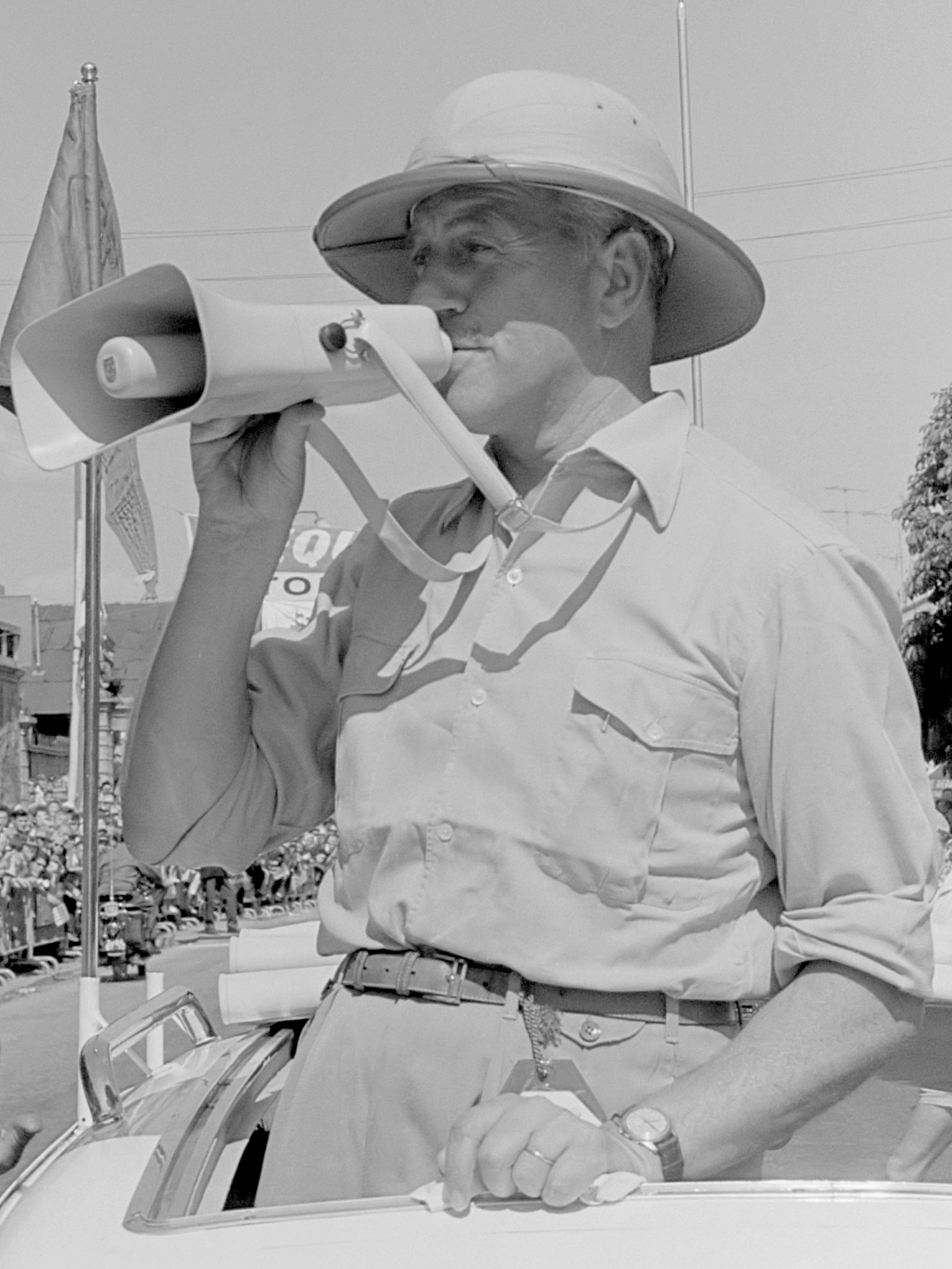
Jacques Goddet in 1962.

In 1931 werd Goddet directeur van de krant L'Auto en volgde daarmee zijn mentor Henri Desgrange op. Bij die krant was zijn vader, Victor, administrateur. Na de Tweede Wereldoorlog zette Goddet de sportkrant L'Equipe op die nauw betrokken was bij de organisatie van de Tour. In 1939 werd hij directeur van de Ronde van Frankrijk, eveneens als opvolger van Desgrange. Goddet zou die post tot 1986 bekleden, vanaf 1963 wel samen met Félix Lévitan. 
Als hoofd van de Ronde van Frankrijk werd hij opgevolgd door Jean-Marie Leblanc. 
Goddet was een voorstander van vernieuwingen in de wedstrijd, in tegenstelling tot zijn voorganger, Henri Desgrange, die het klassieke karakter van de Tour wilde behouden. Onder Goddets leiding werd in 1953 de groene trui voor de beste sprinter geïntroduceerd, evenals het verrijden van een proloog aan het begin van de ronde.
Goddet overleed op 95-jarige leeftijd in Parijs. Op de Col du Tourmalet is een gedenkteken voor Goddet opgericht.